# オリンパス μ1020
オリンパス μ1020はオリンパスが2008年2月に発売を開始したμ（ミュー）シリーズのコンパクトデジタルカメラである。μシリーズ伝統の生活防水機能が搭載されていない機種である。

## 特徴
- 当機種は発売当時世界最小、直進式光学7倍ズームを搭載した機種である。
- 付属のMicroSDアタッチメント MASD-1を使用することによりmicroSDが使用可能となる。
- カラーユニバーサルデザイン認証取得

## スペック
- 有効画素
  - 1010万
- CCD
  - 1/2.33型
- 焦点距離（35mm判換算時）
  - 6.6mm～46.2mm（37mm～260mm）
- F値
  - F3.5～F5.3
- 光学ズーム
  - 7倍
- デジタルズーム
  - 5倍
- ファインズーム
  - 40倍
- 記録メディア
  - xDピクチャーカード
  - microSD -付属アダプター使用
- 液晶モニター
  - 2.7型、23万画素
- 重量
  - 175g